# Gokler Gyula
Gokler Gyula (Zsombolya, 1882. április 12. – Temesvár, 1955. november 7.) magyar szerkesztő, újságíró, színikritikus. Gokler Antal fia.

## Életútja
Pécsett jogászkodott, 1902-től Temesvárt újságíró. A Déli Újság felelős, a Déli Hírlap technikai szerkesztője, a Temesvári Hírlap és a Temesvári Újság belső munkatársa. Szerkesztette a Csendes testvérek könyvesboltja kiadásában megjelent Temesvári Színpad (1915–20), Új Színházi Újság (1922–23), Színház és Mozi (1922–35) c. hetilapokat. Felelős szerkesztője a rövid életű Bánsági Hírlapnak (1931–32; 1935–36); Program címmel saját színházi lapot adott ki (1936).